# Сенад Нухановић
Сенад Нухановић (Цазин) јесте југословенски певач народне музике.

## Каријера
Године 1984. започиње каријеру са оркестром Јужни ветар за издавача ЗКП РТЉ Љубљана. Издао је пет албума, четири за ЗКП РТЉ и један за Интер Оркан. У каријери је сарађивао са познатим композитором Изетом Дурићем, који му је урадио већину песама. Један албум је урадио у сарадњи са оркестром Асима Сарвана. Најпопуларније песме су му: „Твоја слика пожутјела”, „Јок, јок, јок”, „Изађи да се поздравимо”, „Зашто ми се не јављаш”, „Не дам се још”, „Безброј сам пута плакао ко дијете” и многе друге. Године 1991. урађено је неколико видео спотова за песме са његовог албума Лаку ноћ, у којима је учествовала глумица Јасмина Меденица.
Због саобраћајне несреће током деведесетих година престао је да се бави певањем.

## Дискографија

### Албуми
- Твоја слика пожутјела (ЗКП РТЉ Љубљана, 1984)
- Јок, јок, јок (ЗКП РТЉ, 1985)
- Не дам те из ината (ЗКП РТЉ, 1987)
- Изађи да се поздравимо (ЗКП РТЉ, 1988)
- Лаку ноћ (Интер Оркан Београд, 1991)

### Компилације
- Највећи успеси Асима Мујчића / Сенада Нухановића са хит песмама Изета Дурића (1989)

### ВХС албуми
- Сенад Нухановић (1991)